# Gemünden am Main

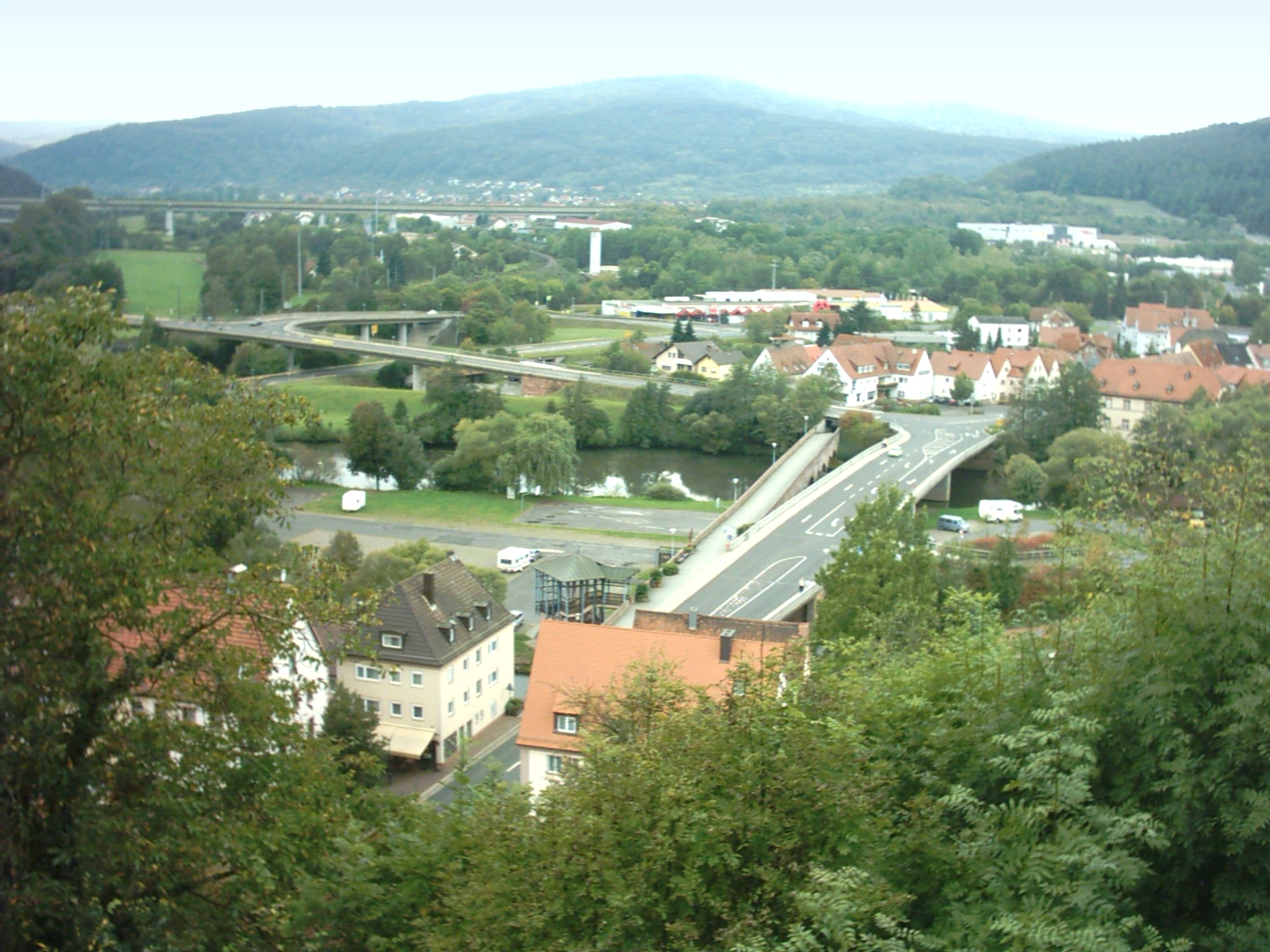
Cầu mới và cũ ở Gemünden

Gemünden am Main (chính thức Gemünden a.Main) là một thị xã ở huyện Main-Spessart thuộc Regierungsbezirk Lower Franconia (Unterfranken) bang Bayern, Đức Đô thị này có cự ly khoảng 40 km về phía hạ lưu Main so với Würzburg.
Các khu vực dân cư:
Adelsberg, Aschenroth, Harrbach, Hofstetten, Hohenroth, Kleinwernfeld, Langenprozelten, Neutzenbrunn, Reichenbuch, Schaippach, Schönau, Seifriedsburg, Wernfeld và Massenbuch.